# 樹幹

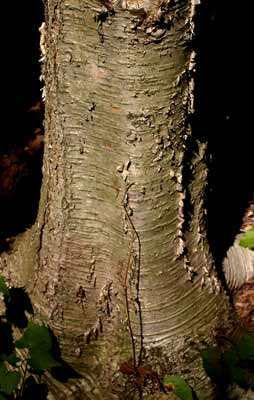
加拿大黃樺的樹幹基部

樹幹亦寫作樹榦，是指树木分枝以下的主轴部分，為樹木的主要莖幹，木質，範圍由地面開始向上到分為樹枝為止。樹幹由木本植物的莖特化而來，通常外包有樹皮。
树干的主要作用是将叶子提高到地面以上，使树木能够超过其他植物，并与它们争夺光线。樹幹裡的木質部負責運輸水分及溶解於水裡面的離子往上運輸，韌皮部則雙向運輸營養，前者主要有助於光合作用，後者則幫助新陳代謝。
樹幹可為木材的來源，內有年輪記錄年齡。不同樹種的樹幹外觀不同，可以作為植物分類的依據。

## 結構

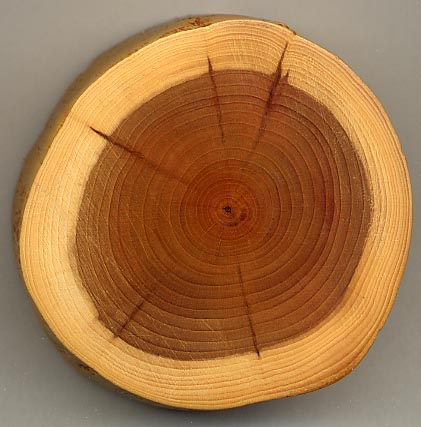
杉木樹幹的橫切面，可看見年輪。內側顏色深的部分是心材，外側顏色淡的為邊材，最中央黑色小點是髓。

樹幹是木質化的莖，通常經過次級生長。狹義的樹是由多年的次級生長累積而成，只出現在雙子葉植物和裸子植物。由外而內為木栓層、木栓形成層、綠皮層、韌皮部、維管束形成層、木質部、髓。木質部通常佔最大比例，可再細分為邊材和心材。邊材在外側，較年輕，具水份運輸的功能，結構相對疏鬆，顏色較淡；心材較老，不具水份運輸的功能，主要提供結構支持，顏色較深。由韌皮部以外合稱為樹皮。
在氣候變化明顯的地方，樹幹中會有年輪。有些樹，例如櫻，在樹幹上會有皮孔協助氣體交換。在熱帶地區，有些樹的樹幹上會直接長出花和果實，稱為幹生花和幹生果，例如水同木、可可樹等。

### 單子葉植物
有些棕櫚、芭蕉、龍舌蘭、龍血樹、蘆薈等單子葉植物也有樹幹。這類樹幹主要由大量的薄壁細胞堆積而成，通常沒有形成層和樹皮。有些種類的單子葉植物有分散的單面形成層。

### 蕨類
樹蕨大多屬於桫欏目，沒有次級生長，樹幹是由大量的根和葉柄聚集而成。一些已滅絕的古生代樹蕨如鱗木等也有樹幹。

## 演化
目前已知最古老有樹幹的植物是約3億8500萬年前（泥盆紀中期）的枝蕨綱瓦蒂薩屬植物，高度可達八公尺。至石炭紀時，鱗木、封印木、蘆木等樹已經形成廣大的森林。
更早之前，志留紀晚期出現的真菌原杉菌已經能形成數公尺高的主幹，但因為不是植物，嚴格來說不能稱為樹幹。
相較於沒有木質樹幹的植物，樹幹的主要功能是增加植物的高度，有助於散布孢子或種子以及競爭陽光。

## 經濟用途
樹幹為人類利用製成木材，用作建築材料、運輸工具、傢俱等。木材也可以當作燃料。